# Пітер ван Руйвен

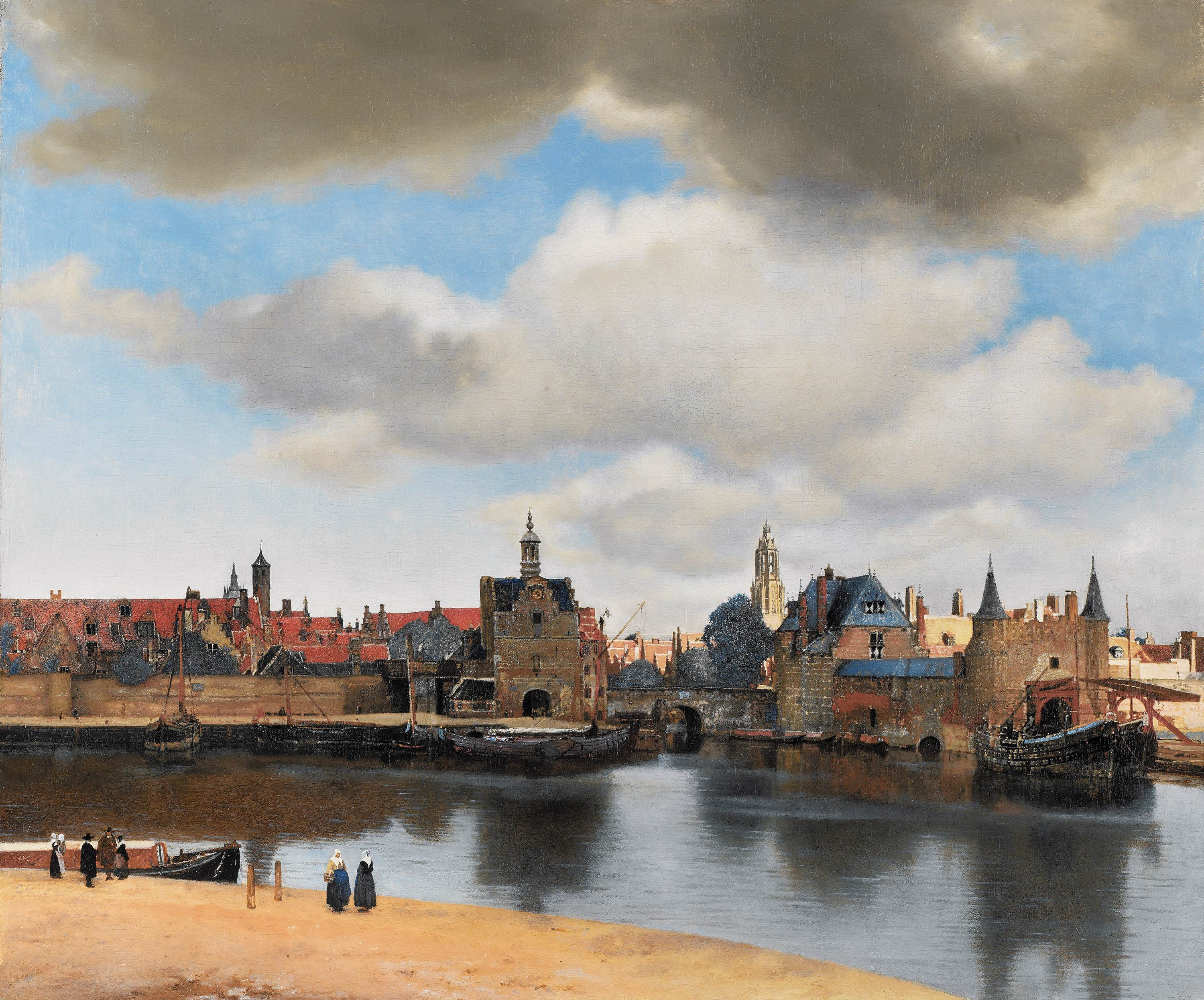
Йоганнес Вермеер, Вид на Делфт (1660-61), полотно, олія, 96,5 × 117,5 см; картина, що колись належала Ван Руйвену

Пітер Клаеш. ван Руйвен ( Делфт, 1624 – Делфт, 7 серпня 1674) є найбільш відомим як покровитель Йоганнеса Вермера для більшої частини кар'єри художника.
Ван Руйвен був сином пивовара та ремонстранта . У 1653 р. Він одружився з Марією де Кнайт. У подружжя була одна дочка на ім’я Магдалина, 1655 року народження. Як і його батько, він працював у міській установі Камер ван Чарітате (1668–1672). У 1657 році він позичив Вермеру 200 гульденів.
У 1680 р. Його дочка Магдалена ван Руйвен вийшла заміж за Якова Абраамша Діссія, палітурника. Його батько володів друкарнею на Ринковій площі, поруч із Марією Тінс .
Магдалина мала в своєму маєтку 20 творів Вермера на її смерть, успадковані від батька. 
Магдалена ван Руйвен померла в 1682 році, через рік після матері. Її чоловік успадкував більшу частину свого багатства, включаючи 20 картин Вермера. У 1683 р. Садибу розділили Діссій та його батько.  У 1694 році був похований Авраам Діссій, а син його Яків помер через рік.
16 травня 1696 року на аукціоні в Амстердамі було продано двадцять одну картину Вермера.  Ці картини принесли загалом 1503 гульдена, приблизно по сімдесят гульденів. Передбачається, що картини належали Ван Руйвенам, які створили велику колекцію картин Вермера, три Емануеля де Вітте, чотири Симона де Влігера і одну Яна Порцелліса .

Він зображений як хижацький розпусник в історичному романі Трейсі Шевальє " Дівчина з перловою сережкою" (1999), хоча про це немає абсолютно ніяких доказів.  Фільм книги 2003 року також слідує цій характеристиці.
1. 1 2 3 4 5 6  ECARTICO
2. ↑  Montias, John Michael (March 1987). Vermeer's Clients and Patrons. The Art Bulletin. 69 (1): 68—76. doi:10.1080/00043079.1987.10788402. JSTOR 3051083.
3. ↑  J.M. Montias (1989) Vermeer and his milieu, A web of social history, p. 254, 360.
4. ↑  Catalogus of naamlyst van schilderyen, met derzelver prysen, zedert ... 1752. tot ... 1768. ... openbaar verkogt. : Dienende tot een vervolg ... op de ... cataloguen door Gerard Hoet .../ Uitgegeeven door Pieter Terwesten, 1770, p. 34-36 (books.google.de); J.M. Montias (1989) Vermeer and his milieu. p. 363-364.
5. ↑  ”Pieter van Ruijven”, Essential Vermeer[недоступне посилання]

- Вермеер та школа Дельфта, повнотекстовий каталог виставки від Музею мистецтв Метрополітен, що містить матеріали про Пітера ван Руйвена
- http://www.bergerfoundation.ch/
- http://www.essentialvermeer.com/clients_patrons/dissius_auction.html